# Skrudzina
Skrudzina – wieś w Polsce położona w województwie małopolskim, w powiecie nowosądeckim, w gminie Stary Sącz.
Wieś duchowna położona była w drugiej połowie XVI wieku w powiecie sądeckim województwa krakowskiego.

## Położenie
Położona jest 7 km na płd.-zach. w linii prostej od Starego Sącza, na wys. 380 m n.p.m. w dolinie potoku Jaworzynka (dopływ Dunajca). Graniczy z Gołkowicami Górnymi, Moszczenicą Wyżną, Przysietnicą i Gaboniem.

## Historia
Wzmiankowana jako Skrozina w 1293 r. w przywileju Gryfiny, wdowy po księciu Leszku Czarnym. Wieś duchowna, własność klasztoru klarysek w Starym Sączu, położona była w drugiej połowie XVI wieku w powiecie sądeckim województwa krakowskiego. Do 1782 r. była własnością klasztoru klarysek starosądeckich. Do 1925 r. należała do parafii w Podegrodziu, obecnie w Gołkowicach Górnych.
W latach 1975–1998 miejscowość administracyjnie należała do województwa nowosądeckiego.